# Frank Bremser
Frank Bremser (* 19. März 1972 in Husum) ist ein deutscher Radiomoderator, Redakteur, Autor, Sänger und Comedian. Er ist Gewinner des Deutschen Radiopreises 2024 in der Kategorie "Bestes Interview".

## Leben
Seine ersten Erfahrungen machte Frank Bremser beim Norddeutschen Rundfunk, bis er dann für die Moderation durch den privaten Radiosender R.SH entdeckt wurde. Seit Beginn der 1990er Jahre wurde er so einem größeren Publikum bekannt. Hier moderiert er jeden Samstag gemeinsam mit Katharina Nicolaisen die Frank-Bremser-Show. Darüber hinaus ist er als Comedian erfolgreich. Er wirkte und wirkt als Texter und Sprecher unter anderem an den Hörfunk- und Bühnenprogrammen Baumann & Clausen, Kaufhaus Patzig (siehe auch Ali und die Dönerboys), Kandidat Ruft Kanzler, Bundestagskantine, Clausens Kleiner Klugscheisser, Der Telefonschreck mit.
Er erfand und prägte die Bezeichnung Schleswig-Holsteins als 'schönstes Bundesland der Welt'. Dieses Synonym wurde bis heute in der ganzen Bundesrepublik von vielen Sendern für ihr Sendegebiet kopiert.
Im Januar 2021 gehörte Frank Bremser zur Gründungsredaktion des neuen nationalen DAB+ Radiosenders dpd DRIVERS'RADIO. Dort moderierte er bis Juni 2023 die tägliche Nachmittagssendung mit dem Titel „BREMSER GIBT GAS“ von 14 bis 19 Uhr, die wegen Kosteneinsparungen eingestellt werden musste. Der Sender gehörte zum nationalen Bundesmux und war bis zum Aus, über die Homepage des Senders zu hören.
Darüber hinaus produzierte Bremser kommerzielle Hörprogramme, wie zum Beispiel mehrere Ausgaben der Audio-CD Sylt FM in den Jahren 2002 bis 2007.
In dem Kieler Stadtteilblatt Unser Holtenau schrieb Frank Bremser regelmäßig eine Kolumne.
Er ist Erfinder und Produzent der Radioserie „Instaperlen“. Das Format wurde seit August 2022 national bei DRIVERS‘RADIO auf DAB+ ausgestrahlt.
Seit dem 1. März 2023 produziert und verantwortet Frank Bremser das „AUTOZUG RADIO Sylt“. Dabei handelt es sich um ein über eine Smartphone-App empfangbares Livestreamradio, das, auf mit dem Autozug Sylt anreisende Sylt-Urlauber, zugeschnitten ist. Laut eigener Aussage auf der Website liefert der Stream innerhalb einer Stunde relevante Informationen für einen Urlaubsaufenthalt auf der Insel sowie Musik und Nachrichten.
Im September 2024 wurde Frank Bremser mit dem Deutschen Radiopreis in der Kategorie "Bestes Interview" ausgezeichnet. 